# Sustav upravljanja paljbom
Sustav upravljanja paljbom (skračeno: SUP) je sustav koji služi za pucanje. Suvremeni SUP se sastoji od ciljničke naprave s termovizijom i laserskim daljinomjerom koji mu omogućava uspješno djelovanje noću i u teškim vremenskim uvjetima. Sastoji se još od sustava za stabilizaciju topa u dvije ravnine (vodoravnu i vertikalnu), digitalnog balističkog računala za precizno gađanje, meteosenzora i senzora za mjerenje temperature streljiva.